# Kanton Seuil-d’Argonne
Der Kanton Seuil-d’Argonne war von 1790 bis 2015 ein französischer Wahlkreis. Er lag im Arrondissement Bar-le-Duc, im Département Meuse und in der Region Lothringen. Sein Hauptort war Seuil-d’Argonne.

## Gemeinden
Der Kanton umfasste 13 Gemeinden:
| Gemeinde               | Einwohner Jahr | Fläche km² | Bevölkerungsdichte | Code INSEE | Postleitzahl |
| ---------------------- | -------------- | ---------- | ------------------ | ---------- | ------------ |
| Autrécourt-sur-Aire    | 112 (2013)     | 10,85      | 10 Einw./km²       | 55017      | 55120        |
| Beaulieu-en-Argonne    | 37 (2013)      | 29,56      | 1 Einw./km²        | 55038      | 55250        |
| Beausite               | 251 (2013)     | 25,41      | 10 Einw./km²       | 55040      | 55250        |
| Brizeaux               | 53 (2013)      | 8,33       | 6 Einw./km²        | 55081      | 55250        |
| Èvres                  | 100 (2013)     | 11,65      | 9 Einw./km²        | 55185      | 55250        |
| Foucaucourt-sur-Thabas | 56 (2013)      | 9,92       | 6 Einw./km²        | 55194      | 55250        |
| Ippécourt              | 93 (2013)      | 10,62      | 9 Einw./km²        | 55251      | 55220        |
| Lavoye                 | 146 (2013)     | 10,02      | 15 Einw./km²       | 55285      | 55120        |
| Nubécourt              | 248 (2013)     | 27,52      | 9 Einw./km²        | 55389      | 55250        |
| Pretz-en-Argonne       | 69 (2013)      | 9,89       | 7 Einw./km²        | 55409      | 55250        |
| Seuil-d’Argonne        | 519 (2013)     | 25,44      | 20 Einw./km²       | 55517      | 55250        |
| Les Trois-Domaines     | 133 (2013)     | 16,49      | 8 Einw./km²        | 55254      | 55220        |
| Waly                   | 61 (2013)      | 6,2        | 10 Einw./km²       | 55577      | 55250        |

## Bevölkerungsentwicklung
| 1975  | 1982  | 1990  | 1999  | 2006  | 2012  |
| ----- | ----- | ----- | ----- | ----- | ----- |
| 2.251 | 2.083 | 1.981 | 1.886 | 1.905 | 1.880 |